# Марангуапи
Марангуапи (порт. Maranguape) — муниципалитет в Бразилии, входит в штат Сеара. Составная часть мезорегиона Агломерация Форталеза. Находится в составе крупной городской агломерации Агломерация Форталеза. Входит в экономико-статистический микрорегион Форталеза. Население составляет 103 181 человек на 2007 год. Занимает площадь 590,824 км². Плотность населения — 174,6 чел./км².

## История
Город основан 17 ноября 1851 года.

## Статистика
- Валовой внутренний продукт на 2005 составляет 476.804.000,00 реалов (данные: Бразильский институт географии и статистики).
- Валовой внутренний продукт на душу населения на 2005 составляет 4.844,00 реалов (данные: Бразильский институт географии и статистики).
- Индекс развития человеческого потенциала на 2000 составляет 0,691 (данные: Программа развития ООН).

## География
Климат местности: полупустыня.

## Известные уроженцы
- Капистрану ди Абреу, Жуан (1853—1927) — бразильский историк.
- Маринью Нету, Жуан (род. 1912) — бразильский супердолгожитель, старейший живущий мужчина в мире (с 25 ноября 2024 года).